# Сергеев, Вадим Юрьевич
Вадим Юрьевич Сергеев (род. 5 апреля 1965) — киргизский дзюдоист. Участник летних Олимпийских игр 1996 и 2000 годов, бронзовый призёр чемпионата Азии 1996 года.

## Биография
Вадим Сергеев родился 5 апреля 1965 года.
В 1996 году вошёл в состав сборной Кыргызстана на летних Олимпийских играх в Атланте. В весовой категории свыше 95 кг на групповом этапе победил в 1/8 финала Халифу Диуфа из Сенегала, в четвертьфинале проиграл Лю Шэнгану из Китая.
В том же году завоевал бронзовую медаль чемпионата Азии в Хошимине в весовой категории свыше 95 кг.
В 2000 году вошёл в состав сборной Кыргызстана на летних Олимпийских играх в Сиднее. В весовой категории до 100 кг на групповом этапе проиграл в 1/8 финала Ато Хэнду из США.
В 2009 году завоевал серебряную медаль ветеранского чемпионата мира в Атланте в весе свыше 100 кг.
Впоследствии стал предпринимателем в области сельского хозяйства, разбив в Иссык-Кульской области плодовый сад и открыв перерабатывающий завод в Бишкеке.